# Udan Mas
Udan Mas o Hudan Mas (Pioggia d'oro) è una composizione musicale per gamelan (un'orchestra di strumenti sinfonici indonesiani) che è popolare nella provincia indonesiana di Giava Centrale, soprattutto presso Yogyakarta. Udan Mas è un bubaran, ovvero un brano finale da suonare quando il pubblico comincia ad andarsene. Nelle esecuzioni concertistiche occidentali spesso il brano viene suonato come bis.
Il brano può essere suonato in un'ampia varietà di pathet (il sistema di gerarchie tonali nella musica giavanese), come il pélog pathet barang e lo sléndro pathet sanga. Udan Mas può anche essere suonato come un lancaran o un ladrang, oppure un balungan (lo "scheletro" della melodia) relativo.
La celebre registrazione del brano per l'album musicale Javanese Court Gamelan dell'etnomusicologo Robert Edward Brown, risalente al 1971, presenta una struttura lancaran e l'utilizzo del pélog pathet barang. Mantle Hood analizzò il ladrang nella composizione nel suo libro The Nuclear Theme as a Determinant of Patet in Javanese Music. Nel suo libro, Hood addusse il brano popolare nella sua teoria dell'importanza dei contorni della cadenza nelle sue variazioni in pathet diversi.
Hujan Mas, il cui titolo significa "pioggia d'oro" in indonesiano moderno, è una composizione del XX secolo composta per il gamelan balinese in stile kebyar.